# Шевлягин, Дмитрий Петрович
Дми́трий Петро́вич Шевля́гин (18 октября 1913, с. Смирново, Нижегородская губерния — 30 ноября 1969, Алжир) — советский партийный деятель, дипломат, переводчик с итальянского.

## Биография
Член ВКП(б) с 1943 года. Окончил Московский юридический институт (1934) и Высшие юридические курсы Академии внешней торговли (1937).
- В 1937 году — юрист Народного комиссариата внешней торговли СССР.
- В 1937—1941 годах — юрисконсульт торгового представительства СССР в Италии.
- В 1942—1943 годах — служба в РККА.
- В 1945—1947 годах — сотрудник аппарата ЦК ВКП(б).
- В 1947—1950 годах — заведующий отделом редакции газеты «За прочный мир, за народную демократию!»
- В 1950—1952 годах — сотрудник аппарата ЦК ВКП(б).
- В 1952 году — заведующий Итальянским сектором Внешнеполитической комиссии ЦК ВКП(б).
- В 1953—1957 годах — заместитель заведующего Отделом по связям с иностранными коммунистическими партиями ЦК КПСС.
- В 1957—1965 годах — заместитель заведующего Международным отделом ЦК КПСС.
- В 1965—1968 годах — заведующий Отделом информации ЦК КПСС.
- С 7 февраля 1968 по 30 ноября 1969 года — чрезвычайный и полномочный посол СССР в Алжире[1].

Член Центральной ревизионной комиссии КПСС (1966—1969).

## Дипломатический ранг
- Чрезвычайный и полномочный посол

## Переводы
- Эдуардо де Филиппо. Неаполь — город миллионеров (комедия в трех действиях, перевод Д. Шевлягина) .— М.: Искусство.— С. 59 - 157 [2]